# Olopatadină
Olopatadina este un antihistaminic H1 din clasa compușilor triciclici, de generația a 2-a, fiind utilizat în tratamentul alergiilor de la nivel ocular, precum conjunctivita alergică.
Molecula a fost patentată în anul 1986 și a fost aprobată pentru uz medical în anul 1997. Este disponibil sub formă de medicament generic.

## Utilizări medicale
Rupatadina este utilizată ca tratament simptomatic în conjunctivita alergică.

## Reacții adverse
Poate produce durere oculară, iritație locală și xeroftalmie (uscăciune a ochiului).

## Sinteză

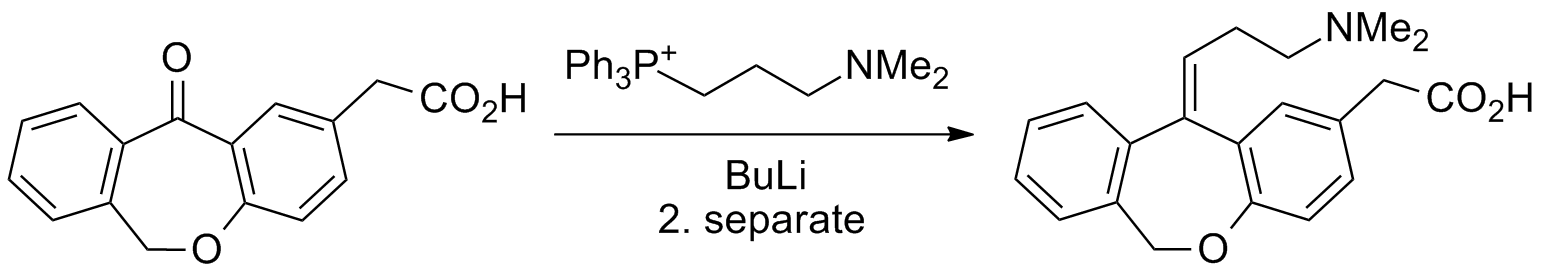
Sinteza chimică a olopatadinei: